# L'Œuf du sorcier ou l'Œuf magique prolifique
Pour plus de détails, voir Fiche technique et Distribution.
L'Œuf du sorcier ou l'Œuf magique prolifique est un court métrage français réalisé par Georges Méliès, sorti en 1902, au début du cinéma muet.